# 火星樣本取回任務

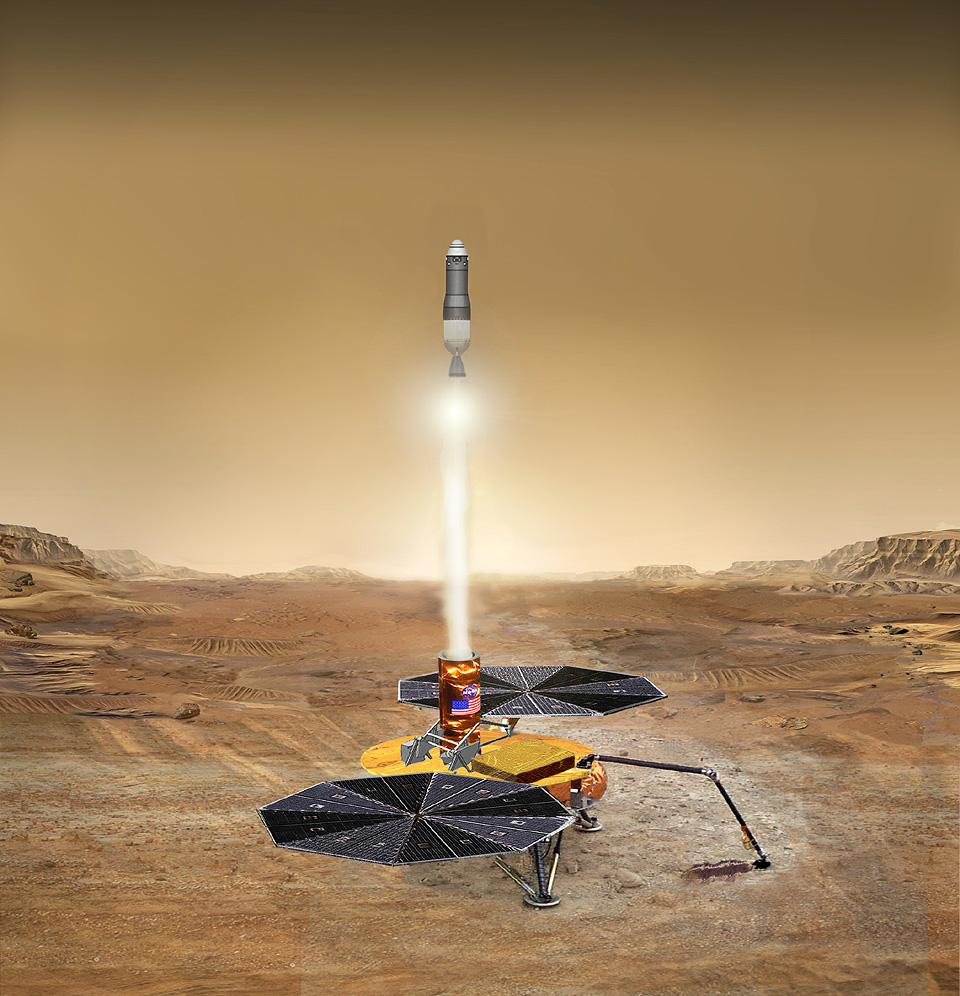
在火星發射樣本火箭概念圖

火星樣本取回任務（Mars sample-return mission, MSR）是一項計畫並部分執行中的采样返回任務，旨在收集火星上的岩石和塵埃樣本並將其送回地球進行更加廣泛的分析。
目前主要的計畫提案有美國國家航空暨太空總署（NASA）和歐洲太空總署（ESA）合作的任務、中國國家航天局（CNSA）的天問三號以及俄羅斯國家航太集團（Roscosmos）的火星 - 土壤（Mars-Grunt）任務。截至 2022 年，NASA - ESA 計劃仍處於設計階段，但毅力號火星車目前已經在火星上收集樣本。

## 科學價值

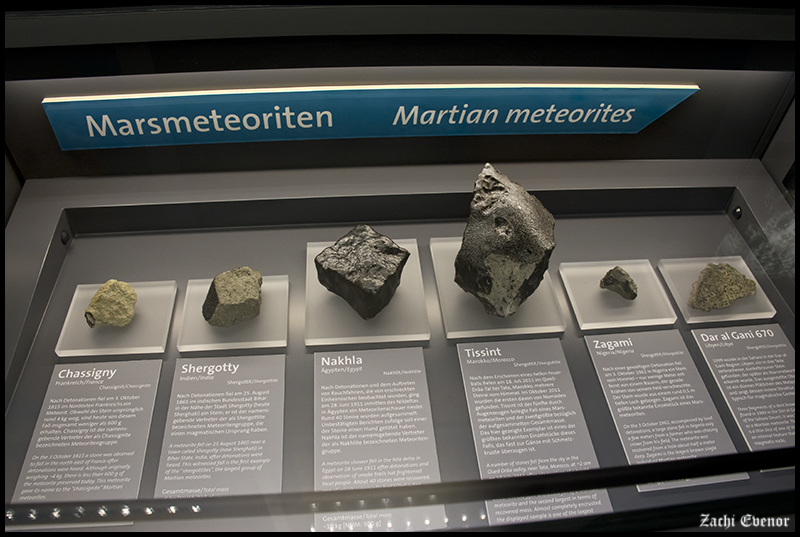
自然史博物馆中的火星隕石

將樣本送回地球後，可以進行比火星車上的儀器更加詳細的分析。NASA 總部科學副署長托馬斯·祖布臣（Thomas Zurbuchen）預計，此研究將在許多領域取得多項新發現。將來也可能會使用目前尚不存在或研發中的的儀器分析樣本。
2006 年，火星探測計劃分析小組確定了 55 項與火星探測有關的重要調查。 2008 年時，他們得出的結論是：大約一半的調查“可以在某種程度上由火星樣本取回任務解決”，使火星樣本取回任務成為“在整個調查清單中取得最大進展的單一任務”。 此外，據報導，如果沒有返回樣本，很大一部分調查就無法有意義地推進。
此外，火星樣本的其中一個來源是火星隕石，它們是從火星噴出並進入地球的岩石。 截至 2019 年 4 月，在 61,000 多顆已知隕石中，有 266 顆隕石被確定為火星隕石。這些隕石被認為來自火星，是因為它們的元素和同位素組成類似於在火星上分析的岩石和大氣氣體。

## 歷史

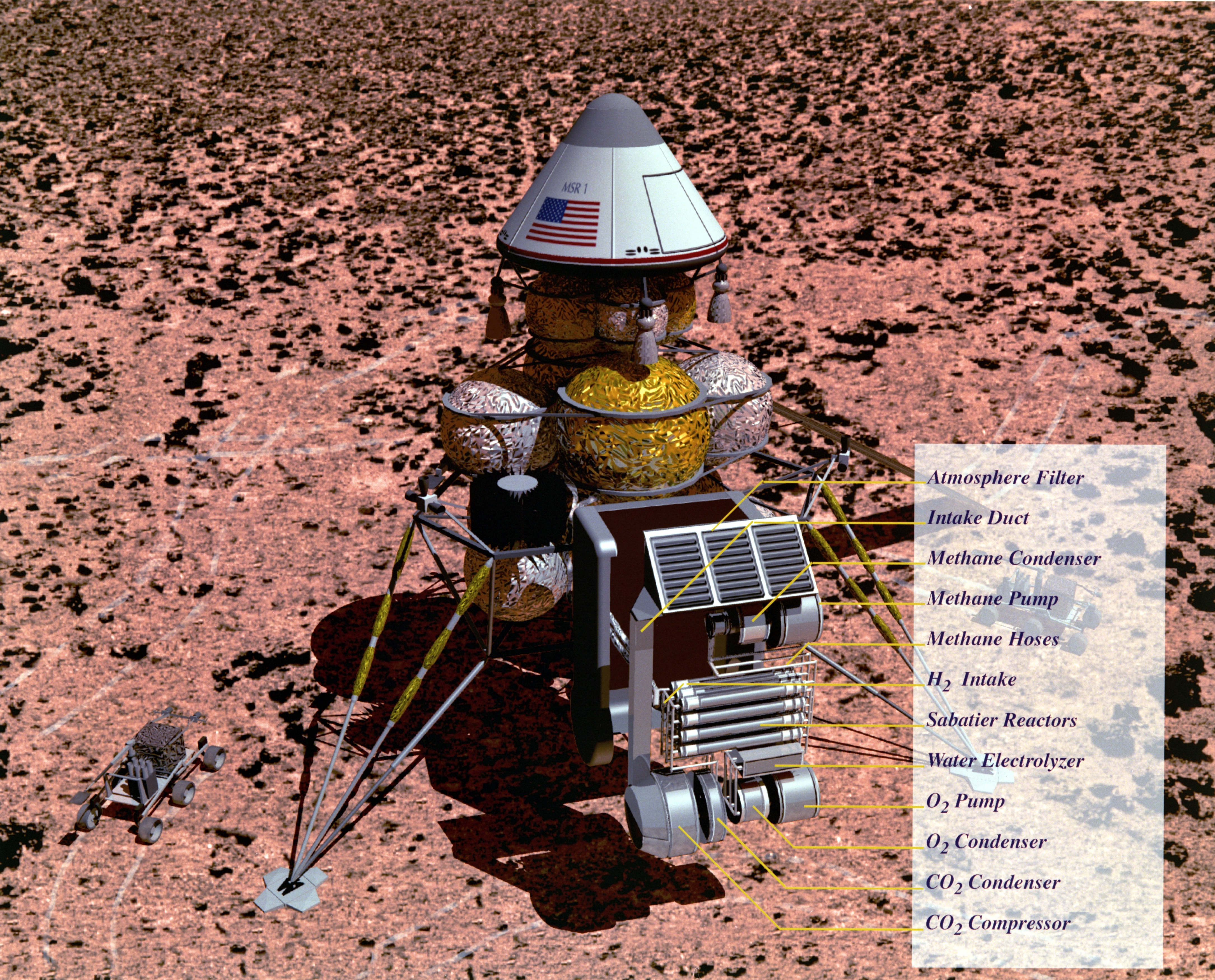
火星樣本取回任務的概念圖(1993年)

三十年以來，科學家一直希望能從火星採回地質樣本。早期的概念之一是火星調查樣本收集 (SCIM) 提案，該提案涉將發送探測器在掠過火星上層大氣的過程中收集塵埃和空氣樣本，而無需著陸或繞軌。
蘇聯在 1975 年考慮了火星樣本返回任務 Mars 5NM，但由於發射它的N1火箭一再失敗，該任務被取消。計劃於 1979 年進行的另一項樣本返回任務 Mars 5M（Mars-79）也因復雜性和技術問題而被取消。
美國的火星探索計劃是在 1993 年 9 月火星觀察者號失敗後成立的，他們支持研發取回火星樣本的任務。
1996 年，人們認為在火星隕石ALH84001中發現了明顯的微化石，提出了火星上存在生命的可能性。 這一假設最終被否決，但重新引起了人們對火星樣本返回的興趣。
2006 年年中，國際火星探測工作組 (IMEWG) 授權成立國際火星樣本返回架構 (iMARS) 工作組，以概述國際贊助和執行的火星樣本返回任務的科學和工程要求。
NASA 的火星探索計劃曾考慮在 2008 年之前返回樣本的任務概念，但在計劃審查後被取消。
2001 年夏天，噴氣推進實驗室 (JPL) 向行業領導的團隊（波音、洛克希德馬丁和 TRW）請求任務概念和建議。之後也向某些大學航空工程系（麻省理工學院和密歇根大學）提出了類似的請求。2009 年 10 月，NASA 和 ESA 建立了火星探索聯合倡議，以推進 ExoMars 計劃，其最終目標是“在 2020 年代從火星返回樣本”。  ExoMars 的第一個任務計劃於 2018 年發射，後續的任務是在 2020-2022 年的時間範圍內返回樣本。
但在2011 年取消緩存漫遊車 MAX-C，後來 NASA 由於預算限制從 ExoMars 撤出，結束了任務。
2011 年初，美國國家研究委員會的行星科學十年調查制定了 2013-2022 年期間的任務規劃優先事項，宣布火星樣本取回任務是該期間最優先的旗艦任務。
2012 年 9 月，NASA 宣布進一步研究將火星樣本帶到地球的幾種策略最早於 2018 年開始執行任務。
2018 年 7 月，NASA與空中巴士公司簽訂合約，以生產“撿取樣本火星車”。
2018 年 4 月，NASA 和 ESA 簽署了一份同意書，該同意書可能為火星樣本返回任務提供基礎。
2019 年 7 月，提出了一種任務架構。
2020 年 4 月，提出了任務的更新版本。.
2022 年 7 月 27 日，NASA 宣布任務中將不發射撿取樣本火星車，而使用隨樣本取回著陸器登陸火星，以機智號為原型的樣本回收直升機。
火星2020的毅力號火星車任務中的其中一個關鍵目標是為火星樣本取回任務做準備。毅力號於 2021 年 2 月 18 日降落在傑澤羅撞擊坑，它將收集樣本並將其儲存在 43 個樣本管中，以備日後取回。

## 計劃

### NASA - ESA
NASA-ESA 計畫將使用三個任務取回樣本：  
- 樣本採集任務（毅力號）
- 樣本收集任務（樣本收集著陸器（Sample Retrieval Lander, SRL）+ 火星上升飛行器（Mars ascent vehicl, MAV） + 樣本轉移機械手臂 + 2 架機智號级樣本回收直升機）
- 返回任務（地球返回軌道器（Earth Return Orbiter, ERO））。

該任務希望了解火星是否曾孕育生命。

### 中國
中国国家航天局正计划在2028至2031年间实施名为天问三号的火星樣本返回任務。
2021 年通過了一項計劃，該計劃建議通過一個樣本收集著陸器和一個火星上升飛行器來檢索樣本。該任務將於 2028 年 11 月用長征三號乙發射。樣本將通過地球返回軌道器發送到地球並轉移到再入艙，這兩個探測器都將在 2028 年 11 月用長征五號發射，並於 2031 年 9 月返回地球。

### 法國
多年來，法國一直致力於樣本取回。這包括用於返回樣本的外星樣本管理設施的概念，以及許多提案。他們致力於開發火星樣本返回軌道器，作為與其他國家聯合任務的一部分，該軌道器將捕獲並返回樣本。

### 日本
2015 年 6 月 9 日，日本宇宙航空研究開發機構 (JAXA) 公佈了一項名為火星衛星探測器 (MMX) 的計劃，以從火衛一或火衛二取回樣本。火衛一的軌道離火星更近，它的表面可能已經捕獲了火星的粒子。探測器計劃於 2024 年 9 月從地球發射，並於 2029 年返回地球。日本積極參與國際火星樣本取回任務。

### 俄羅斯
俄羅斯火星樣本返回任務的概念是火星-土壤任務。
它將採用福布斯－土壤的設計。 包括一個軌道器和一個著陸器（但沒有移動能力），著陸器將使用機械臂從著陸器周圍收集樣本。